# L'abisso dei social media
L'abisso dei social media (Social Media Abyss) è un saggio scritto da Geert Lovink nel 2016. L'opera fa parte di una serie di saggi (il cui precedente è Ossessioni collettive), il cui tema centrale è la network culture. Tratta di problematiche legate a internet, social media ed economia digitale.
(L'abisso dei social media)

## Qual è il sociale dei social media?
Il primo capitolo introduce il concetto di sociale presente nel contesto delle tecnologie dell’informazione.
L’autore cerca di ripercorrere la storia dell’utilizzo di tale termine, che fa la sua comparsa negli anni Ottanta, con l’emergere del <<groupware>> . Ciononostante, negli anni Novanta, prima dell’ introduzione dell’infotech, sociale era ancora uno scambio di nodi isolati, totalmente estraneo al concetto di “condivisione”, finalizzato, infatti, soltanto al lavoro quotidiano.  L’autore ci riporta, dunque, per analizzare tale concetto, all'inizio della scomparsa del termine sociale, riprendendo la tesi del sociologo Jean Baudrillard, secondo cui il sociale ha perduto il suo ruolo storico, implodendo, invece, all’interno dello scenario mediatico.
Dopo la fine della Seconda guerra mondiale appariva necessaria, infatti, la gestione del sociale. Oggi,  mediante i social media si tende a portare avanti un progetto del tutto disinteressato al rivitalizzare il potenziale del <<sociale>>, diventato, riprendendo le parole di Baudrillard: << un simulacro della propria capacità dii creare relazioni sociali significative e durature. >>
Il sociale ha permesso all’individuo di venir meno ai ruoli che occupa all’interno delle comunità tradizionali, come famiglia, chiesa, partito. Non parliamo più di soggetti storici, quanto di soggetti attivi, poiché il sociale non ha più alcun riferimento alla società, quanto alla rete.
Resta dunque aperto il problema di rivedere il processo di socializzazione. La decadenza del termine sociale ha infatti portato ad una diminuzione dei dibattiti critici su internet. Si sente, invece, la necessità di una sociologia basata sul web. Albert Benschop, pioniere della sociologia della rete, a tal proposito afferma la necessità di evitare una distinzione tra reale e virtuale, in quanto internet influenza la nostra realtà e il sociale stesso: non esiste un mondo di regole e convenzioni sociali alternative per il web.
Di conseguenza, va rivisto anche il concetto di personale, poiché il sociale dei social media è l’ostentazione del personale. È  infatti, impossibile negare la dipendenza dai social media, in quanto: << Siamo stati tutti riattivati e l’oscenità delle opinioni comuni, la prostituzione quotidiana dei nostri dettagli privati, sono perfettamente integrate nel software e coinvolgono miliardi di utenti che non sanno come uscirne. >>
Il problema è la natura del sociale, considerato come una rivolta basata sull’ordine del giorno, guidata dai meme.
L’unica soluzione sembra essere per l’autore una cibernetica 2.0, ossia contributi dati da una generazione di scienze umane che sia al pari con la tecnologia e non a digiuno di essa.

## Dal clamore dei social media al sovraccarico d'informazione
Nel secondo capitolo il dibattito sui social media si sposta su tematiche etiche. Ha preso piede, infatti, la consapevolezza che tali piattaforme online possano avere un ruolo a lunga scadenza e ciò ha portato il discorso non più sulla responsabilizzazione della rete, ma sugli aspetti estetici della sanità mentale e fisica; argomento che verrà sviluppato dall’autore attraverso la ripresa di varie teorie ed opere.
Lovink analizza l’opera della studiosa tedesca Petra Löffler, dove emerge un presunto declino della concentrazione, il quale produce effetti anche sulla ricerca. I social media contribuiscono a ciò, riducendo al minimo gli spazi di riflessione e azione.
Rifacendosi al pensiero di Foucault, l’autore pone il problema, dunque, di minimizzare il dominio delle nuove tecnologie. C’è bisogno di separare la noia dalla tecnologia e di evitare il costante flusso di conoscenza specializzata.
Per fare ciò, bisogna allenarsi ogni giorno, cercando di raggiungere una “forma fisica ottimale ”, riuscendo così a conservare anche un qualche tipo di rapporto con le piattaforme online. Non bisogna, infatti, superare la tecnologia, quanto più rivedere le nostre abitudini in merito, che ci portano ad un sovraccarico di informazioni.
Per Howard Rheingold l’autocontrollo e l’alfabetizzazione sui social media non sono innate, ma vanno insegnate. Egli propone, infatti dei trucchi per allenare il cervello, fino a trasformarli in abitudini.
<< L’emergente divario digitale concerne quanti sanno usare i social media a vantaggio personale e per l’azione collettiva, e coloro che invece non sono capaci di farlo.>>

## Il mondo oltre Facebook: l'alternativa di Unlike Us
L’introduzione degli smartphone, dunque di app e servizi, ha portato ad una vera e propria << cultura partecipativa>>, enfatizzata dalla mobilità. Ci si trova da un lato a tener conto dell’influenza e dell’impatto dei social media; dall’altro il fenomeno dei social network rimane fragile. L’autore pone l’esempio di siti come MySpace, destinati all’oblio. In un futuro anche Twitter, Facebook e le maggiori piattaforme potranno essere rimpiazzate.
Tuttavia, anche se ciò dovesse accadere, non spariranno attività come ricercare nuovi amici e affermare i propri interessi, diventate ormai vere e proprie abitudini. Si tratta di una vera e propria economia del <<mi piace>>, basata sull’impossibilità degli utenti di rischiare la morte sociale, concetto già analizzato da Baudrillard e ulteriormente radicalizzato.
Non esiste più un sociale come lotta di classe. Per Hannah Arendt la questione sociale si esprime nel concetto di sfruttamento: << sfruttamento algoritmico dell’interazione uomo-macchina che punta consapevolmente sulla possibile gestione degli elementi oscuri del sociale.>>
È questo il Web 2.0, nato dopo la caduta del dot.com, il cui motto è  << contenuti generati dagli utenti>>. Il profitto non si basa più sull’acquisto, quanto sullo sfruttamento dei dati degli utenti, attraverso condivisione, blog e siti.
L’autore passa, dunque, all’analisi del progetto di ricerca Unlike Us, incentrato sui monopoli dei social media e alle loro alternative: app e software decentralizzate e non-profit, capaci di garantire la privacy attraverso la crittografia. Lovink cita numerosi modelli di social network alternativi, come Lorea, utilizzato dagli attivisti spagnoli di Indignatos, Diaspora, Crabgrass, Friendica, Libertree, ecc...
<< Dobbiamo aggiustare internet.>>
Da questo slogan si evince la necessità (intesa come un vero e proprio progetto politico) di costruire concetti e modelli alternativi, senza i quali è impossibile regolamentare l’industria di internet.

## Ermes sull’Hudson: la teoria dei media dopo Snowden
Il capitolo quarto parte dalle considerazioni successive alle rivelazioni di Edward Snowden del giugno 2013, che rappresentano la fine simbolica dei nuovi media. Non a caso, vengono paragonate alla versione laica del XIX secolo della scoperta che Dio è morto.
L’autore riflette sul tema attraverso l’analisi dell’opera Excomunication, il terzo volume di una serie di saggi scritti dopo le rivelazioni di Snowden. I tre autori del libro propongono una << svolta greca >>, ossia un linguaggio altamente codificato per parlare ai rivoluzionari. È così che: << Ermes diventa l’ermeneutica dell’interpretazione, Iris l’iridescenza dell’immediatezza e le Erinni il brulicare della rete distribuita.>>
L’opera non rimanda ad un mondo post-media, quanto alla necessità di un <<non- media>> e di un’interpretazione di quelli che sono atti di potere. Emerge una nuova generazione di internet studies, basati sulla ricerca quantitativa dei big data, sull’etnografia digitale e studi sociologici. Gli studi umanistici digitali non sono di alcun aiuto, tanto più che, anche negli Stati Uniti, le teoria dei media hanno scarsa rappresentazione a livello istituzionale.
Gli studi umanistici vengono considerati una perdita di tempo. Come spiega Luhmann nel suo Social System non si è riuscito a produrre una teoria valida per l’intera disciplina e ciò ha portato ad un ricorso agli autori classici, nel tentativo di criticare e ricombinare testi già esistenti. Per gli autori di Excomunication siamo giunti ad un esodo, che, tuttavia, non implica la rinuncia, poiché la teoria e l’analisi critica è necessaria. La posta in gioco è infatti la teoria dei media in sé, che ci invita ad interpretare il passato in maniera diversa. Per Lovink, Excomunication vuole rispondere a questo appello, alla necessità di risposte filosofiche a tematiche quali la dialettica dell’attenzione, la perdita del sonno, rendere visibili le strutture e i meccanismi invisibili dei software e molto altro ancora.

## Il modello d’impresa su internet: un’esperienza personale
L’autore apre una critica contro quello che viene definito il “tutto gratis”, culto dominante fin dagli inizi degli anni Ottanta. Le piattaforme hanno introdotto questa nuova forma di <<capitalismo anticipatorio>>.  Mentre gli utenti restano bloccati su tali piattaforme da legami emotivi, i proprietari di quest’ultime si occupano di affari economici, come l’acquisizione di altre aziende del settore o lo sbarco in borsa. Il “tutto gratis” avvantaggia, infatti, le grandi aziende d’investimento che finanziano gli innovatori.
Tuttavia, il consenso a tale politica è venuto meno a causa della maggiore esposizione pubblica, in particolare dopo la crisi economica globale del 2008. Nonostante ciò, il tema dell’economia politica di internet rimane profondamente sottovalutato, a parere dell’autore. L’analisi critica dovrebbe avere come fine ultimo la creazione di modelli economici concreti e sostenibili nella società post-intellettuale.
Il Web 2.0 e i modelli economici ad esso associati hanno reso difficile ai produttori di contenuti culturali guadagnarsi da vivere attraverso la vendita diretta, complicando il lavoro creativo. Si basano, infatti, sulla convinzione che l’informazione non dovrebbe diventare un bene di consumo,  impedendo così la remunerazione della produzione creativa.

L’autore, Lovink, introduce la sua esperienza all’interno di tale contesto. Dopo un primo periodo in cui decise di definirsi, verso la metà del 1987, un << teorico dei media>>, ottenuto l’accesso ad internet all’inizio del 1993, rimarcò l’assenza di un’economia di internet. Il periodo della metà degli anni Novanta, infatti, fu cruciale per il dot.com, basato su un modello di cinismo secondo cui la maggior parte delle start-up erano destinate alla bancarotta, mentre le perdite sarebbero state bilanciate dalle promesse di una o due start-up acquisite dai colossi come Facebook o Google. Il ritardo della percezione generale preoccupava (al tempo, ma anche attualmente) Lovink.

Oggi, tuttavia, si sono registrati tentativi di formare un’economia politica di internet. Un esempio preso dall’autore è il progetto “Tulipomania Dotcom”, che permise di osservare il mondo della finanzia internazionale in una prospettiva più ampia.
Successivamente, l’autore decise di entrare nel mondo accademico, completando il dottorato di ricerca a Melbourne.
Il periodo successivo, che vide il consolidarsi del Web 2.0, portò ad un’economia intesa non come libero mercato, bensì fucina per i monopoli. Il progetto dell’autore, invece, all’inizio degli anni Novanta, era un pubblico online interessato a leggere i suoi saggi in cambio di una cifra minima, il tutto basato su un sistema di micro-pagamenti fondato sul peer-to-peer.
La sfida è, ancora oggi, quella di creare modelli di reddito per la cultura, che consentano a chi lavora online di avere uno stipendio decente.
<< Questa è l’epoca della sperimentazione monetaria.>>

## Il progetto Moneylab: dopo la cultura libera
Il sesto capitolo è dedicato al Moneylab, una rete di artisti, attivisti e ricercatori fondata nella metà del 2013.Il primo dibattito verteva su temi che l’autore svilupperà nei vari paragrafi di questo capitolo, quali: il dibattito sui bitcoin, le prime ricerche sul crowdfunding, il pagamento attraverso dispositivi mobili nei paesi in via di sviluppo e la crisi economica globale del 2008. Il discorso sul Moneylab riprende quello dei capitoli precedenti, in quanto si propone come alternativa al modello economico dominante, proponendo altri modelli per generare reddito su internet, attraverso misure drastiche e su larga scala della gestione pubblica.
A tal proposito, l’autore indaga il fenomeno dell’online banking, che ha trasformato l’attività bancaria, utilizzando il design dei social media e delle piattaforme commerciali. Gli estratti conto, infatti, sono infestati da pubblicità  e materiale promozionale. I tentativi di << democratizzare>> il settore finanziario attraverso i mercati elettronici e le piattaforme ad alta velocità si sono rivelati nient’altro se non un contributo alle << guerre d’algoritmo >>, ossia la ricerca alla soluzione dell’algoritmo unico e perfetto.
L’ingresso del settore finanziario all’interno del mondo online ha portato anche allo svanire di alcune figure intermedie, come quella dell’operatore di borsa. Inoltre, gli algoritmi alla base dell’online banking funzionano in base ad istruzioni, ma devono tener conto di situazioni impreviste, come quella del crollo improvviso delle borsa valori di New York nel maggio 2010. C’è dunque bisogno di una figura in grado di comprendere il lato oscuro del mondo finanziario, come afferma Charles Ferguson nel suo documentario Insider Job: il whistle-blower-mediatore. Un'altra ipotesi, più interessante per l’autore, è quella di introdurre invece nuove forme di denaro e di finanza all’interno dell’odierna crisi delle valute.
Le forme alternative di scambio emergono per vari motivi e il denaro digitale non fa eccezione. Nel 2008, a seguito della crisi economica, vi è stato il lancio dei bitcoin. I Bitcoin utilizzano delle tecnologie di criptazione a chiave pubblica, con architetture di software P2P e permette di tutelare la privacy, attraverso trasferimenti semi-anonimi di fondi.
Il discorso passa poi dalle cripto-valute al crowfunding. Con tale termine si indicano delle piattaforme di raccolta fondi collaborative, che vengono utilizzate qualora un individuo o un gruppo necessiti di fondi. Il progetto viene spiegato agli utenti attraverso il web, viene fissata la somma da raggiungere e la scadenza.  A tal proposito sono necessari blog e piattaforme come Twitter e Facebook che danno visibilità al progetto. Se un certo numero di utenti si impegna a portare avanti il progetto, allora si procede all’effettiva raccolta fondi. Nell’industria creativa, il crowfunding viene utilizzato come alternativa a finanziamenti esterni e sovvenzionamenti, restando autonomi dagli enti pubblici.
Mentre in Occidente il mondo finanziario si sviluppa in questo modo, nei “paesi in via di sviluppo”, prende sempre più piede il fenomeno del pagamento attraverso dispositivi mobili. Il mobile money risolve in questi paesi il problema ella partecipazione economica per chi è fuori dal sistema bancario, proponendo nuove forme di alfabetizzazione economica.
Queste diverse soluzioni, dalle transazioni attraverso dispositivi mobili, alle cripto-valute, al crowfunding devono essere trattate, per Moneylab, non come estranee tra loro. È necessario, infatti, integrare le analisi critiche sul mondo della finanza con questi nuovi sistemi di pagamento e valute sperimentali. È questo il tentativo di Moneylab, che si posiziona all’interno delle culture di rete contemporanee.

## Per poter vivere, Bitcoin deve morire
Il capitolo prende in esame la questione della “economia politica di internet”, incentrandosi in particolare sull’analisi dei bitcoin. Questi vengono prodotti attraverso un processo virtuale e vengono poi registrati e amministrati individualmente. Tale valuta è stata lanciata il 2 agosto 2010, in risposta alla crisi globale del 2008.  Non si tratta di una valuta complementare, ossia quelle riguardanti soprattutto l’ambito locale, bensì di una valuta alternativa, che potenzialmente potrebbe operare su una scala molto più ampia. Bitcoin vorrebbe, infatti, sostituire gli attuali accordi monetari. Tuttavia, presenta numerose contraddizioni. In particolare, vorrebbe reintrodurre il sistema aureo all’interno del virtuale, impedendo l’aumento della quantità di denaro presente in circolazione. Il lavoro, in questo caso, svolto dai computer è analogo a quello dei lavoratori delle miniere d’oro. La cripto-valuta nasce infatti dalla volontà di incominciare daccapo in un modo segnato dalle gravi crisi finanziarie. Tuttavia, i fruitori di questa nuova valuta sono una minoranza ristretta, che appartengono in particolare alla sfera << anarco-geek >>
L’autore analizza poi la posizione di Evgeny Morozov, critico indipendente, che definisce i bitcoin, mediante il concetto di << tecno-soluzionismo>>, ossia una soluzione tecnica, incarnata dalla cripto-valuta, per l’attuale crisi economica. Tuttavia, nella sua forma odierna, bitcoin non può essere considerata una soluzione, Non può, infatti, rimediare al problema della perdita economica. La cripto-valuta è stata progettata come uno schema di Ponzi. Il concetto di mining rimanda ad un passato oscuro, non a un futuro condiviso, poiché è essenzialmente un progetto meritocratico per i geek. È, dunque, a parere dell’autore, più probabile che in un futuro sia possibile una biforcazione: nuovi bitcoin dopo bitcoin, oppure la nascita di meta-piattaforme per lo scambio di varie cripto-monete.
L’autore propone, in conclusione, l’eliminazione dell’attività del mining, contraria alla solidarietà e alla redistribuzione delle ricchezze, sostituendolo con un ente indipendente il cui compito sarà il rilascio di monete e l’introduzione di tassi di cambio in rapporto alle analoghe valute.

## Netcore in Uganda: l’esperienza di I-Network
L’ottavo capitolo si incentra sul concetto di netcore, definito dall’autore come un: <<quotidiano vitalista della logica di rete, espresso, per esempio, in un dialogo irriverente e continuo. >>,  in particolare come stile di pratica e critica in Uganda. Lo strumento per fare ciò è i-network, una mailing list via posta elettronica.  Questa offre una prospettiva sui problemi quotidiani in un paese di medie proporzioni. Si tratta di una comunità di oltre 1700 iscritti in cui esperti, programmatori freelance, accademici e altre figure che inviano domande, commenti e indirizzi web. I temi trattati sono numerosi. L’i-network utilizza un software chiamato << gruppo D >>. L’autore stesso ha visitato la sede di i-network in Uganda, guidato dal content manager, Margaret Sevume, la quale affermò la necessità dell’i-network per promuovere l’uso e le politiche a favore delle tecnologie dell’informazione e comunicazione in una fase di nascita all’interno del paese del settore dell’Ict.
Una questione spesso affrontata dagli i-netter (così si identificano gli iscritti alla lista) è come dar vita ad una cultura di internet. I dispositivi mobili giocano un ruolo interessante. Sono infatti strumenti sociali, secondo le affermazioni di Achille Mbembe.  Gli operatori telefonici hanno contribuito alle transazioni attraverso dispositivi mobili, diminuendo considerevolmente i costi delle transazioni. Nel suo viaggio in Uganda l’autore stesso, molto interessato ad osservare da vicino i sistemi di pagamento e trasferimento di denaro tramite cellulare, visitò la sede di Airtel, uno degli operatori che offre tali servizi.

## Jonathan Franzen come sintomo: il rancore contro internet
Questo capitolo ruota intorno alla figura di Jonathan Franzen, scrittore statunitense noto per le sue critiche vertenti su numerosi argomenti,  che porta l’autore a riflettere sul rifiuto e sulla scomparsa della cultura e della critica della rete. Esprime infatti il <<rancore della rete>>, ossia l’espressione dell’emozione negativa riguardante l’economia di internet, ma anche la stessa emozione indiretta nell’intera cultura online.
La rabbia di Franzen mira all’incapacità umana di cogliere quell’opportunità di costruire una cultura interconnessa. Invece, i dispositivi sono diventati, attraverso gesti e ripetizioni, vere e proprie dipendenze da cui non riusciamo più a distanziarci, che determinano il nostro stie di vita e impediscono di riflettere in maniera critica sulla loro influenza. Ciò viene dimostrato dal silenzio e dall’assenza di teorie critiche da parte degli intellettuali europei, ben lontani dal prendere posizione in merito.
Da qui, l’appello di Franzen:
<< Abbiamo la responsabilità di rimanere noi stessi. >>

## Urbanizzazione come verbo: la mappa non è la tecnologia
Il capitolo parte dall’assunto che: <<movimento umano vuol direi informatica>>. Lovink analizza, dunque, il concetto di urbanizzazione in rapporto al processo tecnologico,  attraverso cui la tecnologia mette radici nella società, diventando parte dell’inconscio collettivo.  Giunge poi ad un’analisi critica della mappatura basate sulla proliferazione dell’informazione intorno alla mobilità digitale, questione affrontata nel suo libro precedente, Zero Comments (2007), in cui pone l’accento sul malcontento riguardante l’estetica delle visualizzazioni in rete. Analizza, poi, varie iniziative e organizzazioni, come Ushahidi: << un ente non-profit che sviluppa software libero e open source per la raccolta, la visualizzazione e la mappatura interattiva di informazioni. >>.  In ultimo, l’autore esamina l’internet delle cose, ossia l’architettura interna dei chip Rfid identificazione a radiofrequenza), citando il lavoro di Rob van Kranenburg. Le due maggiori correnti all’interno dell’internet delle cose sono due: la prima si definisce come strato di connettività digitale posto al di sopra di infrastrutture preesistenti; la seconda corrente è un insieme di idee e modelli per il quale l’internet delle cose è una forza disgregante, che è possibile gestire soltanto attraverso nuovi strumenti.

## Frammenti di critica dalla rete
Come preannuncia il titolo, questo capitolo è un insieme di critiche riguardanti numerosi argomenti: dal link, ormai surclassato dalla moda del “mi piace”, alla questione dei troll, che evidenzia come i social media mettano da parte interventi contestualizzati e lunghe discussioni, producendo opinioni offensive come “effetti indesiderati”.
Una critica è rivolta ad internet e alla sua impossibilità di costituire un archivio, essendo un << magazzino temporaneo>>. Ciò avviene a causa del suo tecno-vitalismo, in quanto il computer non può mai, una volta acceso, essere inattivo. Per questo il futuro degli archivi risulta essere l’offline.
Viene affrontato poi il tema della scomparsa del termine <<nuovi media>>, nati come utopia, ma divenuti parte del problema. Basti pensare all’esempio della fotografia, ormai integrata nella logica dei “mi piace”, tag, commenti, ecc…
Ciò avviene perché i << nuovi media >> hanno tradito le loro premesse.
Un’ultima critica è indirizzata alla nascente élite della Silicon Valley, che ha introdotto il modello della disruption.  Tale cerchia non è interessata a governare, o creare un mondo nuovo, ma ad inserire nuove regole in uno già preesistente. Non si pongono al di sopra della società, ma, privi di sensi di colpa, non pensano di dover restituire qualcosa ad essa.

## Occupy e le politiche delle reti organizzate
L'ultimo capitolo è il capitolo riguardante il fenomeno dell'attivismo digitale, l'epoca di WikiLeaks e Anonymous. L'attivismo online deve confrontarsi con il problema dell'organizzazione. Le reti organizzate vengono definite dalla rivista francese Tiqqun un impegno all'impegno. Ciò che possono fare è strutturare gli odierni flussi di dati ed enfatizzare la collaborazione in un gruppo ristretto di utenti impegnati. Si potrebbe pensare, secondo l'autore, a programmi software capaci di girare in parallelo con piattaforme d'informazione e strumenti di social media per contribuire alla mobilitazione.
La massa in Occidente, tuttavia, non è più una minaccia. L'autore giunge alla conclusione che le sommosse odierne non sono più il risultato di una grande organizzazione. Il loro lascito è una sensazione comune. I piccoli gruppi limitano il loro operato alle pianificazioni delle campagne, al lavoro con i media o all'organizzazione di quanti subiscono gli effetti immediati di una crisi.
Uno dei problemi fondamentali che bisogna affrontare è la leadership.  Lovink prende in considerazione il modello di WikiLeaks, considerato tuttavia in modo negativo, poiché basato sul culto della figura di Julian Assange, contrapponendolo, invece, al movimento di Anonymous, inteso come un efficace tentativo di scoprire segreti, evitando il concetto di individuo come eroe.